# Badenská kultura

Badenská kultura (modře)

Badenská kultura (starší názvy kultura s kanelovanou keramikou, kultura s drážkovanou keramikou, v Maďarsku nazývaná pécelská kultura, v Polsku kultura promienista) byla kultura ve střední Evropě v období cca 2800 př. Kr. až 2200 př. Kr. podle staršího datování resp. 3600/3500/3400 - 2900/2800 př. Kr. dle novějšího datování (tato data platí i pro Slovensko) v jižním Německu, Česku, dolním Rakousku, na Slovensku, Maďarsku, jižním Polsku, Chorvatsku, Srbsku a Makedonii.
Její jádro bylo a kultura vznikla na Slovensku z tzv. bolerázské skupiny jako směs domácích (Lengyelská kultura) a balkánsko-anatolských prvků.
Pojmenována je podle jeskyně Königshöhle v rakouském Badenu.
Charakteristická je pro ni výzdoba nazývaná kanelura (mělký žlábek).
Rozlišují se různé zeměpisné skupiny, např. v Maďarsku: skupiny Viss, Ózd-Piliny, Uny, Kostolac, v Rakousku Ossarn a podobně.
Naleziště mimo Slovensko:
- Česko: Hlinsko
- Rakousko: Baden-Königshöhle, Jennyberg u Mödlingu, Zillingtal, Ossarn, Leobersdorf
- Maďarsko: Fertőrákos, Sopronkohida, Szigetszentmárton, Budakalász, Balatonboglár, Pilsimarot-Basaharc, Hodmesővasarhely-Kotacpart
- Německo: zemský okres Deggendorf, Bad Buchau, zemský okres Straubing-Bogen, Aiterhofen, Kirchfeld BA I

## Slovensko
Chronologické dělení:
- Baden I = bolerázská skupina = starší/střední eneolitická kultura (podle staršího datování: 2800 - 2600 př. Kr.; dle novějšího datování 3600/3400 - 3300/3200 př. Kr.) - dělí se na dvě fáze
- Baden II až Baden (?) IV = klasická Badenská kultura (podle staršího datování 2600 - 2200 př. Kr.; dle novějšího datování 3300/3200 před Kr. - 2900/2800 př. Kr.) - dělí se na dva podstupně
- pozdní badenská kultura

V tomto období je opět po delším čase osídleno téměř celé Slovensko a opět se po delším čase (resp. prakticky poprvé v pravěku) na celém Slovensku vyskytuje jedna společná kultura. Důvodem kulturního sjednocení je pravděpodobně větší používání vozů se spřeženími (dokumentují to hliněné modely), které zvýšilo mobilitu obyvatelstva.
V období bolerázské skupiny má keramika má často motiv tzv. rybí kosti nebo cik-cak ornamenty a pohárky mají pruhovaná ucha částečně vybíhající nad okraj. Používají se ve velkém měděné výrobky, ale i štípaná a broušená industrie. Sídliště jsou převážně výšinná a opevněná (Bratislava, Devín) nebo nížinná (Nitriansky Hrádok - Vysoký breh, Žlkovce). Domy byly asi srubové konstrukce. Hroby byly s kosterním i žárovým ritem, ale zachovaly se jen ojedinělé hroby, ne celá pohřebiště. Běžně se již používali koně a vozy se spřeženími. Bolerázská skupina je na východním Slovensku slabě zastoupena a výše položené oblasti Slovenska ještě zůstávaly neosídlené.
V období klasické badenské kultury je keramika tmavé barvy (drážkovaná nebo leštěná), typické jsou džbány a pohárky s vysokým uchem a kanelovanou spodní částí, jakož i velké dvoudílné mísy. Opět se po delší přestávce osídlily i výše položené oblasti Slovenska. Dokonce se centra přednostně stavěla jako mocná opevněná ekonomická i mocenská sídla na vyvýšeninách (Nitriansky Hrádok, Včelince, Veľká Lomnica, Dolný Smokovec-Pod lesom, Stránska u Rimavské Soboty, Dreveník v Spišském Podhradí, Plešany, Velký Šariš, Šarišské Michaľany). Dále se rozšířil chov skotu a ovcí, zpracovávání vlny. Velikost kovových výrobků se zmenšila, pravděpodobně proto, že se vyčerpala povrchová nerostná ložiska. Na rozvinutou textilní výrobu poukazují hliněné přesleny (zátěž na vřeteno) a cívky pro navíjení nití.
Pohřbívalo se prakticky jakýmkoliv způsobem. Doklady kultu jsou ploché stylizované idoly (Šarovce), ověsy z hlíny ve tvaru seker, drobná zoomorfní plastika. Specifická jsou čtyři pohřebiště v údolí Slané (z toho dvě na Slovensku - Gemer a Včelince, ostatní v Maďarsku), kde se popel mrtvých ukládal do nádob ve tvaru lidského těla (tzv. sovích váz), které se vymykají z badenské kultury a nejbližší paralely mají v Tróji.